# Saint-Ignat
Saint-Ignat ist eine Gemeinde mit 917 Einwohnern (Stand: 1. Januar 2022) im zentralfranzösischen Département Puy-de-Dôme in der Region Auvergne-Rhône-Alpes. Die Gemeinde gehört zum Arrondissement Riom und zum Kanton Aigueperse (bis 2015: Kanton Ennezat).

## Lage
Saint-Ignat liegt etwa 21 Kilometer nordöstlich von Clermont-Ferrand und etwa zwölf Kilometer ostnordöstlich von Riom in der Limagne am Morge. Umgeben wird Saint-Ignat von den Nachbargemeinden Surat im Norden, Saint-André-le-Coq im Nordosten, Maringues im Osten, Saint-Laure und Entraigues im Süden, Ennezat im Westen und Südwesten sowie Martres-sur-Morge im Westen und Nordwesten.

## Bevölkerungsentwicklung
| Jahr                       | 1962 | 1968 | 1975 | 1982 | 1990 | 1999 | 2006 | 2013 |
| Einwohner                  | 617  | 550  | 581  | 564  | 632  | 650  | 723  | 829  |
| Quellen: Cassini und INSEE |      |      |      |      |      |      |      |      |

## Sehenswürdigkeiten
- Kirche Saint-Martin
- Schloss Saint-Ignat